# Битва за форты Дагу (1859)
Второе сражение за форты Дагу (фр. Deuxième bataille des forts de Taku) состоялось 25 июня 1859 года. Англо-французские войска, рассчитывавшие на лёгкий десант по образцу атаки 1858 года, неожиданно наткнулись на жёсткую китайскую оборону и, понеся значительные потери, были вынуждены отступить.

## Предыстория
Тяньцзиньские трактаты, подписанные в 1858 году, должны были быть ратифицированы в Пекине в 1859-м. Российский посланник прибыл в Пекин по суше, однако английский, французский и американский представители следовали морским путём. Прибыв к устью реки Байхэ, они обнаружили, что разрушенные в прошлом году крепости Дагу, прикрывавшие вход в устье реки, не только восстановлены, но и перестроены на современный манер. Представитель китайской администрации предложил западным посланникам высадиться в Бэйтане, находившемся в несколько километрах к северу, и оттуда следовать в Пекин сухим путём, однако посланники непременно желали доплыть до Тяньцзиня, и обратились к командовавшему эскадрой английскому адмиралу Джеймсу Хоупу с просьбой открыть вход в Байхэ силой.

## Ход сражения
Привыкнув к лёгким победам над маньчжуро-китайскими войсками, англичане и теперь ожидали, что китайцы разбегутся при первых же залпах европейских орудий. Несмотря на то, что теперь вход в реку был перегорожен несколькими рядами заграждений, а подходы к фортам укреплены рвами, адмирал Хоуп решил повторить схему действий прошлого года: обстрелять форты с канонерских лодок, и под прикрытием артиллерийского огня высадить десант. Англичане имели 600 человек морской пехоты и 600 матросов, которые также могли участвовать в высадке; французы могли выделить со своего вестового судна для участия в десанте лишь 86 человек.
Утром 24 июня 9 малых канонерских лодок перевезли весь десант с больших судов эскадры на китайские джонки, поставленные на якорь в устье Байхэ вне сферы артиллерийского огня фортов. В ночь с 24 на 25 июня были посланы гребные суда, чтобы взорвать первое заграждение, однако с восходом луны они были замечены с фортов и были вынуждены вернуться к эскадре, спасаясь от неприятельских выстрелов.
Утром 25 июня канонерские лодки двинулись на предназначенные им по диспозиции места напротив фортов. Из-за быстроты течения и извилистости фарватера ряд судов столкнулись друг с другом и сели на мель, в результате канонерки заняли свои места лишь к часу дня. После этого канонерская лодка «Опоссум» двинулась к первому заграждению и через 20 минут сумела сделать в нём проход. После этого «Опоссум» и «Плове» (на которой держал флаг адмирал Грант), двинулись вверх по реке ко второму заграждению. Как только канонерки бросили якорь, форты обоих берегов, до этого казавшиеся покинутыми гарнизоном, неожиданно открыли перекрёстный артиллерийский огонь. Китайцы стреляли очень метко, и за короткий срок палубы обеих канонерок покрылись убитыми и ранеными, сам адмирал Хоуп был ранен одним из первых выстрелов. Вскоре якорные цепи канонерок были перебиты, и их снесло вниз по течению.
Убедившись в бесполезности перестрелки канонерских лодок с фортами, адмирал принял решение атаковать северный форт правого (южного) берега десантом. Было уже 6 часов вечера, лодкам пришлось пробираться к илистой отмели лавируя между вбитыми в дно реки сваями, от пункта высадки до форта десанту нужно было пройти около 200 метров под перекрёстным огнём по совершенно открытой местности. В результате десант высадился лишь в 7.30 вечера, и был встречен сильным картечным и ружейным огнём, а также тучей стрел. Во многих местах десантники погружались в ил по колено, и лишь небольшие остатки высадившихся частей достигли первого рва. Без затруднений форсировав его (он был сухой и неглубокий), они пошли дальше, но вскоре остановились, наткнувшись на второй ров — более широкий и наполненный водой. Некоторые десантники переправились через него вплавь, но оказавшись под стенами форта обнаружили, что ни о каком штурме не может быть и речи: штурмовых лестниц у десантников не было, а корабельная артиллерия так и не проделала брешей в стенах. Пришлось начать отступление под сильным китайским огнём и в условиях начавшегося прилива. Многие раненые, лежавшие на отмели, утонули раньше, чем их успели убрать. Только поздно ночью десантному отряду удалось сесть на гребные суда и отойти от берега.

## Итоги
Англичане в бою 25 июня потеряли более 400 человек убитыми и ранеными, в том числе многих офицеров; французы потеряли пятую часть участвовавших в бою своих людей. Из английских канонерских лодок пять утонуло, в том числе три оказались потеряны безвозвратно, а две были подняты после боя.
Англо-французской эскадре пришлось вернуться в Шанхай и ждать новых указаний из Европы.